# Fair Use Policy
Die Fair Use Policy (deutsch: Regel zur angemessenen Verwendung) ist meist eine Klausel im Vertrag zwischen Anbietern und Nutzern von Pauschalangeboten (insbesondere bei Flatrates im Telekommunikations-Sektor), die eine deutlich überdurchschnittliche Nutzung der Pauschalangebote einschränken sollen. Dabei wird entweder die Leistung des Produkts oder der Dienstleistung nach einem gewissen Verbrauch eingeschränkt oder der Mehrverbrauch bepreist. Das Thema ist auch als Drosseln (des Datenvolumens), Internetdrossel oder „Fair-Use-Vorteil“ bekannt.

## Ursachen
Der zunehmenden Nachfrage nach mehr Bandbreite pro Verbraucher stehen die ökonomisch begrenzten Kapazitäten der Anbieter und Einschränkungen der Infrastruktur durch politische Fehlentscheidungen in der Vergangenheit gegenüber. Anbieter wollen sich durch solche Klauseln vor übermäßiger Inanspruchnahme durch einzelne Nutzer (Power-User) schützen, da nach ihrer Meinung andere Kunden darunter leiden würden.
Die rechtliche Zulässigkeit solcher Regelungen ist umstritten, wenn der Anbieter sein Angebot offen als Pauschalangebot ohne Nutzungsbeschränkung ausgewiesen hat oder bewirbt. Kritik an der Einschränkung entstand vor allem deshalb, weil Kunden ein Pauschalangebot erworben zu haben glaubten, das ihnen nach der Nutzung eingeschränkt wird. Die entsprechende Fair-Use-Policy-Klausel wird bei vielen Anbietern als „Ressourcen-Überbeanspruchungsklausel“ oder „Serverüberlastungsklausel“ in den AGB verankert. Die praktische Durchsetzung der Klauseln obliegt den Anbietern. Je größer ein Anbieter ist, desto eher wird er entsprechende Vielnutzer in seiner Mischkalkulation auffangen können. Produkte oder Dienstleistungen, bei denen die Kapazitätserweiterung teuer und kurzfristig nur schwer möglich ist, werden dagegen stets mit einer rigiden Fair Use Policy versehen.
Den Kunden gegenüber wurde bei neuen Tarifabschlüssen die Begrenzung seines Pauschalangebots als Vorteil verkauft. Alternativ unterstellen einige Anbieter von Privatkunden-Pauschalangeboten bei deutlich überdurchschnittlicher Nutzung gewerbliche Nutzung, die laut Vertragsbestimmungen ausgeschlossen ist, oder bedienen sich anderer Druckmittel gegenüber den Kunden – siehe auch Telekommunikationsunternehmen in der Kritik.
Seit 2016 treiben Anbieter mit Unterstützung der Bundesregierung den Glasfaserausbau in Deutschland voran, um den für die Einschränkungen ursächlichen Kapazitätsengpässen entgegenzuwirken und in der Wettbewerbsfähigkeit mit der übrigen Europäischen Union, wie Lettland oder die Niederlande, den Anschluss nicht zu verlieren. Stand 2025 findet sich bei den verbliebenen großen Anbietern keine solche Klausel in ihren allgemeinen Geschäftsbedingungen mehr.

## Mobilfunk
Während bei Festnetzverträgen Beschränkungen selten vorkommen, sind die meisten Tarife in Deutschland mit einer Volumenbegrenzung versehen und werden bei Erreichen dieser für den Rest des Abrechnungszeitraums gedrosselt. Ursprünglich wurden die Tarife als „Fair-Flat“ bezeichnet. Seit 2012 gelten in den Mitgliedstaaten der Europäischen Union Regelungen zum internationalen Roaming.